# Doanh thu từ thuế
Doanh thu từ thuế là thu nhập mà các chính phủ thu được thông qua việc đánh thuế. Thuế là nguồn thu chính của chính phủ, doanh thu có thể được trích từ các cá nhân, doanh nghiệp công cộng, thương mại, tiền bản quyền tài nguyên thiên nhiên và/hoặc từ viện trợ nước ngoài. Việc thu thuế kém hiệu quả thường gặp ở các quốc gia có đặc điểm chịu ảnh hưởng từ nghèo đói, nền kinh tế phần lớn dựa vào nông nghiệp hoặc nhận lượng lớn viện trợ nước ngoài.
Cũng như có các loại thuế khác nhau, các loại hình thức thu thuế cũng khác nhau; hơn nữa, cơ quan thu thuế có thể không thuộc chính quyền trung ương, nhưng có thể là một bên thứ ba được phép thu thuế mà chính họ sẽ sử dụng. Ví dụ, ở Vương quốc Anh, Cơ quan Cấp phép Lái xe và Phương tiện (DVLA) thu thuế tiêu thụ đặc biệt đối với phương tiện, sau đó phần thuế sẽ được chuyển cho Ngân khố Quốc chủ Bệ hạ.
Doanh thu thuế khi mua hàng có hai dạng: "thuế" bản chất là tỷ lệ phần trăm của giá bán được thêm vào đơn hàng (chẳng hạn như thuế thương vụ ở các bang của Hoa Kỳ hoặc VAT ở Vương quốc Anh), trong khi "thuế hải quan" là số tiền cố định được thêm vào giá mua (ví dụ: thuốc lá,...). Để tính tổng số thuế thu được từ việc bán hàng này, chúng ta phải tính ra thuế suất hiệu quả nhân với số lượng cung cấp.

## Đánh thuế và năng lực nhà nước
Áp thuế là một nhiệm vụ quan trọng ở mọi quốc gia vì nó nâng cao năng lực và trách nhiệm giải trình của nhà nước. Charles Tilly xác định đánh thuế là một hình thức khai thác cho phép nhà nước thực hiện các chức năng chính: các chính sách công (giáo dục, cơ sở hạ tầng, chăm sóc sức khỏe), xây dựng nhà nước và an ninh. Thuế trở thành điều không thể thiếu ở Tây Âu, khi các quốc gia cần tiền để tài trợ cho các cuộc chiến tranh. Mô hình châu Âu này sau đó đã trở nên phổ biến khắp thế giới. Ngày nay, mức độ đánh thuế được sử dụng như một chỉ số đánh giá năng lực của nhà nước. Các nước phát triển đánh thuế cao hơn và do đó có thể cung cấp các dịch vụ tốt hơn. Đồng thời, việc đánh thuế cao buộc họ phải có trách nhiệm với công dân của mình và từ đó giúp củng cố nền dân chủ.

## Thay đổi trong mức độ áp thuế
Ảnh hưởng của việc thay đổi mức đánh thuế lên tổng thu thuế phụ thuộc vào hàng hóa đang được thẩm định, và đặc biệt là độ co giãn cầu (cung-cầu) theo giá của hàng hóa đó. Khi hàng hóa có độ co giãn của cầu thấp (chúng không co giãn theo giá), việc tăng thuế hoặc thuế nhập cảng sẽ dẫn đến giảm nhẹ ở cầu - không đủ để bù đắp mức thuế cao hơn từ mỗi đơn vị. Tổng thu thuế do đó sẽ tăng lên. Ngược lại, đối với hàng hóa có mức co giãn cầu theo giá cao, thuế suất hoặc thuế tăng lên sẽ dẫn đến giảm doanh thu từ thuế.

### Đường cong Laffer
Đường cong Laffer đưa ra giả thuyết rằng, ngay cả đối với hàng hóa không co giãn cầu về giá (chẳng hạn như các mặt hàng cần thiết gây nghiện), sẽ có một điểm tối đa hóa doanh thu thuế, khi vượt điểm này thì tổng thu thuế sẽ giảm khi thuế tăng. Điều này có thể là do:
- Giới hạn chi phí cho những gì thực sự có thể chi trả
- Sự tồn tại của các sản phẩm thay thế đắt tiền (trở nên rẻ hơn)
- Trốn thuế xảy ra nhiều hơn (ví dụ: qua thị trường chợ đen)
- Việc kinh doanh thu hẹp do thuế tăng

Tuy nhiên, đường cong Laffer không được chấp nhận rộng rãi; Paul Krugman gọi nó là "kinh tế học tạp nham".

## Quản lý doanh thu

### Phân khúc công
Một yếu tố hạn chế trong việc xác định ngân sách nhà nước là khả năng đánh thuế. Thu nhập bình quân đầu người (PCI) là thước đo thường được sử dụng nhất để đánh giá khả năng tài chính tương đối. Tuy nhiên, biện pháp này không thể tính thuế dựa trên các cơ sở thuế quan trọng khác như thuế bán hàng, thuế tài sản và thuế thu nhập doanh nghiệp. Hệ thống thuế đại diện cần đánh giá mức thu nhập cá nhân, giá trị bán lẻ và giá trị tài sản để tính toán khả năng tài chính. Để làm như vậy, thuế suất trung bình cho mỗi cơ sở thuế được tính bằng cách chia tổng doanh thu thu được cho tổng giá trị của cơ sở đó. Vì vậy, ví dụ, thuế thu nhập thu được sẽ được chia cho tổng thu nhập để tạo ra một tỷ lệ đánh thuế.
Thuế thu nhập cá nhân      Thuế bán hàng          Thuế tài sản           Thuế doanh nghiệp
   Tổng doanh thu              Tổng doanh thu        Tổng doanh thu        Tổng doanh thu
Mức trung bình của mỗi cơ sở thuế có thể được sử dụng để so sánh với mức trung bình của cùng các cơ sở thuế đó của các tiểu bang hoặc cộng đồng khác, để xác định liệu chính phủ có đang làm tốt khi so sánh trong khu vực hoặc cả nước hay không. Vị thế của một bang hoặc cộng đồng dựa trên những mức thuế cơ sở này có thể ảnh hưởng đến khả năng thu hút ngành công nghiệp mới của bang đó. Tỷ lệ thuế cuối cùng sau khi so sánh giữa các nơi dù cao hay thấp đều có thể trở thành mục tiêu thay đổi. Nhiệm vụ của quản lý doanh thu là đảm bảo doanh thu, nguồn đầu tư và quản lý rủi ro một cách thận trọng và đổi mới và điều tiết việc sử dụng vốn của chính phủ.
Có bốn trách nhiệm cốt lõi đối với bộ phận quản trị doanh thu:
- Quản lý và đầu tư tài sản tài chính thận trọng
- Quản lý các chính sách thuế và doanh thu một cách công bằng và hiệu quả
- Quản lý rủi ro liên quan đến mất mát tài sản công
- Điều tiết chi tiêu vốn

Việc phát triển bất động sản gần đây không chỉ có khả năng nâng cao cơ sở kinh tế của một bang hoặc cộng đồng, mà nó còn có thể mở rộng cơ sở thuế. Tuy nhiên, không phải lúc nào cũng vậy, với tiến bộ mới như thế, đặc biệt nếu không được lập kế hoạch phù hợp, về tổng thể có thể có tác động tiêu cực đến cơ sở thuế. Phát triển kinh tế thông thường tập trung vào những thứ như tạo việc làm, cung cấp nhà ở giá cả phải chăng và hình thành các trung tâm bán lẻ. Việc mở rộng cơ sở thuế tập trung chủ yếu vào việc duy trì và nâng cao giá trị bất động sản trong đô thị. Các thành phố có xu hướng theo đuổi phát triển kinh tế cùng lòng nhiệt thành tới tín ngưỡng và thường không cân nhắc đầy đủ về các tác động tổng thể mà bất động sản đem đến các kế hoạch phát triển kinh tế của họ. Tuy nhiên, cơ sở thuế hiện có ở hầu hết các thành phố trên khắp Hoa Kỳ là một nguồn thu quan trọng để tài trợ cho chi tiêu của thành phố và trường học.
Đối với các bộ phận nhà nước khu vực công, điều quan trọng là phải nhận ra khả năng xảy ra xung đột giữa hai lĩnh vực chính sách công riêng biệt nhưng chồng chéo lẫn nhau và thiết lập các thủ tục để đạt được sự cân bằng thích hợp trong vấn đề này. Đối với các nhà đầu tư bất động sản thì điều quan trọng là phải nhận ra khi chính sách công chưa nhận thức đầy đủ về tác động của nó đối với thị trường bất động sản, vì có thể có tác động tiêu cực đến giá trị bất động sản.
Tóm lại, khái niệm quản lý cơ sở thuế thực sự là một chính sách quản lý tài sản và đặc biệt quan trọng ở các bang của Hoa Kỳ, nơi mà các thành phố tự quản thu được phần lớn doanh thu từ việc định giá bất động sản của họ. Cơ sở nhà nước ở thành phố ở Concord, New Hampshire nhận thấy rằng tăng 5% trong giá trị tổng thể của bất động sản đã được đánh giá hiện có sẽ có tác động tương tự đến thuế suất như khi bổ sung thêm 2.000.000 feet vuông (190.000 m2) bất động sản công nghiệp mới hoặc 1.000.000 feet vuông ( 93.000 m2) của sự phát triển văn phòng / R & D mới, điểm chung là cả hai đều có khả năng mất mười lăm năm trở lên để hiện thực hóa.
Ngoài trách nhiệm quản lý cơ sở thuế, cộng đồng cũng phải có trách nhiệm giúp đảm bảo kinh tế thịnh vượng cho công dân của mình. Hai mục tiêu này có thể xung đột trừ khi có quan điểm dài hạn về các hành động chính sách công và trừ khi tác động của các hành động và chương trình phát triển thay thế và các ưu tiên không được đánh giá cẩn thận. Quản lý cơ sở thuế tốt có thể giúp phát triển kinh tế tốt hơn nữa, bởi vì các nhà đầu tư và doanh nghiệp sẽ muốn ở chung với cộng đồng. Thay vì đưa ra các ưu đãi để thu hút doanh nghiệp, họ có thể sẵn sàng trả tiền để đến với cộng đồng vì đó là một nơi tốt để sống, làm việc, mua sắm và vui chơi.